# Jiří Malec
Jiří Malec (né le 24 novembre 1962) est un ancien sauteur à ski tchèque.

## Palmarès

### Jeux olympiques
| Épreuve / Édition | Calgary 1988 |
| Petit Tremplin    | Bronze       |
| Grand Tremplin    | 24e          |
| Par Equipes       | 4e           |

### Championnats du monde
| Épreuve / Édition | Lahti 1989 |
| Petit Tremplin    | 19e        |

### Championnats du monde de vol à ski
| Épreuve / Édition | Oberstdorf 1988 |
| Individuel        | 27e             |

### Coupe du monde
- Meilleur classement final: 29e en 1989.
- Meilleur résultat: 3e.